# Zdzisław Lachur
Zdzisław Lachur (Zagórze (Sosnowiec), 14 juli 1920 -  Warschau, 29 december 2007) was een Poolse kunstenaar. Zijn schilderijen werden gedomineerd door onderwerpen die verband houden met de Holocaust en de tijden van de Tweede Wereldoorlog, hoewel hij ook scènes creëerde waarin Joodse tradities en sociale problemen werden getoond. De schilderijen van de kunstenaar zijn te vinden in vele musea over de hele wereld: het Joodse Historische Instituut, het Poolse legermuseum, het Yad Vashem Instituut in Jeruzalem, het Museum in Haifa, het Museum voor Modern Art in New York, het Holocaust Museum in Parijs en anderen

## Biografie
Lachur studeerde schilderen en grafische kunst in de jaren 1945-1950 aan de Academie voor Schone Kunsten in Kraków onder toezicht van prof. Eugene Eibisch. Tegelijkertijd richtte hij een filmstudio in Katowice op, aanvankelijk om animatiefilms en een propaganda-poster te maken, in 1947 omgetoverd tot de Experimental Cartoon Film Studio in Bielsko-Bia ła. In 1955 nam hij deel aan de Young Art Exhibition op het Warschau Arsenal, waarin hij een schilderij en tekeningen presenteerde over Joodse en bezettingsonderwerpen. Sindsdien domineert dit onderwerp in zijn werk. De Holocaust, gevechten in het getto van Warschau, karakteristieke rituele motieven en joodse types vormen een geweldige cyclus van expressieve, dramatische schilderwerken en tekenwerken. De interesses van de kunstenaar waren ook bijbelse motieven, en uit de jaren ' 80 ook draden uit het leven van Christus, Mary en apostelen. Tegelijkertijd ging hij in op onderwerpen zoals dynamische beelden van paarden en sociale problemen, zoals alcoholisme en prostitutie. 
De kunstenaar exposeerde veel, en zijn werken zijn vertegenwoordigd in talrijke musea, vooral diegenen die verband houden met de herinnering aan oorlog en uitroeiing, zoals het Joodse Historisch Instituut en het Poolse legermuseum in Warschau, het Yad Vashem-instituut in Jeruzalem, het Haifa Museum, het Museum voor Moderne Kunst in New York, Museum voor de Holocaust in Parijs. In 1979 kreeg hij een medaille.van het Yad Vashem-instituut "ter erkenning van zijn schilderwerk dat aan het Joodse volk is toegewijd." Vanaf het einde van de jaren 1990 beperkte de kunstenaar zijn deelname aan het artistiek en openbaar leven.
- Gemeinsame Normdatei: 129232017
- International Standard Name Identifier: 0000 0001 0799 4181
- Library of Congress Control Number: n87949526
- Virtual International Authority File: 40450174
- WorldCat: E39PBJrcmChMCTWwPCrj8X8t8C